# 甲板 (船)
甲板（かんぱん、またはこうはん、英:deck デッキ）とは、船の上部にある平らな床のこと。甲板は、船側と船側の間に渡した構造材（梁など）の上に貼られた板であり、甲板の上側から見下ろすと床に相当するが、甲板の下すなわち船室側から見上げると屋根に相当する。

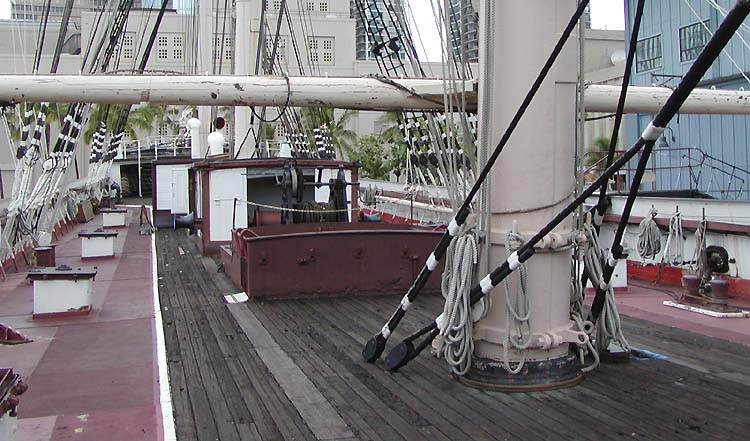
木甲板の一例

素材による分類では「木甲板」「鋼甲板」「FRP甲板」などに分類される。

## 歴史と材質
もともと船は木材で造られる木造船であったので（→船#歴史）、甲板は当然すべて木製であった。
19世紀から鉄製の船が登場した。正確に言うと1819年に建造されクライド運河で客船として使用されたバルカンが最初の鉄製の船であり、その後、多くの船で船体の素材として強度の高い鉄のほうを採用するようになり、炭素との合金である鋼（軟鋼）で船体を作るようになった。こうして甲板を鋼材で造るようになった。
ただし、船体が鋼で造られるようになっても、甲板を鋼材で造った上に木材を貼り詰める（敷き詰める）ということは行われた。木甲板は油分を含み、耐久性に優れ、高級感を演出できるとされ、今でも客船などではよく使用される。また、日本丸や海王丸などの練習船でも、甲板は鋼板の上に木材を貼っており、たとえば練習船日本丸の場合は構造部材としての鋼製甲板の上にチーク材の木甲板を張り詰めている。
軍艦においても、日本海軍の「大和型戦艦」や航空母艦「赤城」、アメリカ海軍の戦艦「アイオワ級戦艦」その他多数の艦にて使われていた例がある。
とはいえ現代では、海洋交通の世界で「本船」と呼ばれる大型船では鋼甲板は一般的であり、タンカーや貨物船の甲板などの他、軍艦の飛行甲板などは鋼甲板である。軍艦では甲板の表面に特定の種類の塗料（滑り止め効果があり、対油性や耐久性もある塗料）を塗る。
一方、小型の船舶に関しては、1960年代からFRP船が大量に生産されるようになり、漁船やプレジャーボートの大半がFRP製になり、その甲板もFRP製になった。FRP漁船の甲板はFRP製であり、その上を歩き回っても滑って転んだりしないように滑り止めの塗装をほどこしてある。ただし高級なセーリングクルーザーの一部は、FRP製の甲板の上に木材、通常チーク材、を貼っている。その理由は、客船と同様で、高級感を演出できることであり、また裸足で歩き回る時にも感触が良く、高級セーリングクルーザーを購入する富裕層はそうした違いにもこだわるからである。セーリングクルーザーの造船業者は、チーク材の木目の違いにまでこだわることもあるという。